# Helsingfors ekonomiska region
Helsingfors ekonomiska region (finska: Helsingin seutukunta) är en av ekonomiska regionerna i landskapet Nyland i Finland. 
Folkmängden i Helsingfors ekonomiska region uppgick den 1 januari 2013 till 1 446 798 invånare, regionens  totala areal utgjordes av 6 479 kvadratkilometer och landytan utgjordes av 5 120  kvadratkilometer.  I Finlands NUTS-indelning representerar regionen nivån LAU 1 (f.d. NUTS 4), och dess nationella kod är 011.

## Förteckning över kommuner
Helsingfors ekonomiska region består av följande sjutton kommuner:
| - Borgnäs kommun - Esbo stad - Grankulla stad - Helsingfors stad - Hyvinge stad - Högfors stad - Kervo stad - Kyrkslätts kommun - Lojo stad |  | - Mäntsälä kommun - Nurmijärvi kommun - Sibbo kommun - Sjundeå kommun - Träskända stad - Tusby kommun - Vanda stad - Vichtis kommun |